# Abersoch
Abersoch ist eine große Gemeinde im County Gwynedd (Nordwest-Wales), früher County Caernarfonshire.

## Allgemeines
Abersoch liegt an der Südostküste der Lleyn-Halbinsel (walisisch: Penrhyn Llŷn) an der Irischen See. Der Ort liegt 11 km südwestlich von Pwllheli und 43 km südwestlich der Stadt Caernarfon, dem Sitz der County-Regierung. Der Name leitet sich vom Fluss Afon Soch ab, der hier in das Meer mündet.
Die Gemeinde besitzt eine Grundschule für 3–8-jährige Kinder, weiterbildende Schulen sind in den Nachbarorten, vor allem in Pwllheli, zu finden.

## Tourismus
Ursprünglich war Abersoch ein Fischerdorf, jetzt ist es bekannt für seinen Strand und die damit verbundenen Wassersportmöglichkeiten, wie Segeln und Windsurfen. Besonders Wind und Wellen bei Porth Neigwl oder Hell's Mouth locken Extremsurfer an. Innerhalb der letzten 60 Jahre wurde der Ort eines der wichtigsten Segelzentren Britanniens. Durch die damit verbundene Zuwanderung ist allerdings der walisische Charakter der Ortschaft sowie der Gebrauch der ursprünglich gebräuchlichen Walisischen Sprache stark eingeschränkt worden.
Im Zentrum der Gemeinde ist ein lebendiges Einkaufs- und Vergnügungsviertel entstanden. Auch Bootsfahrten rund um die St. Tudwal's Islands vor der Küste werden angeboten, wo Seehunde und Meeresvögel beobachtet werden können. Der Mount Snowdon im naheliegenden Snowdonia-Nationalpark kann an klaren Tagen deutlich gesehen werden. Ein Golfplatz, ein Caravan-Parkplatz, etliche Hotels, Bars und Restaurants runden das Angebot ab.

## Bildergalerie

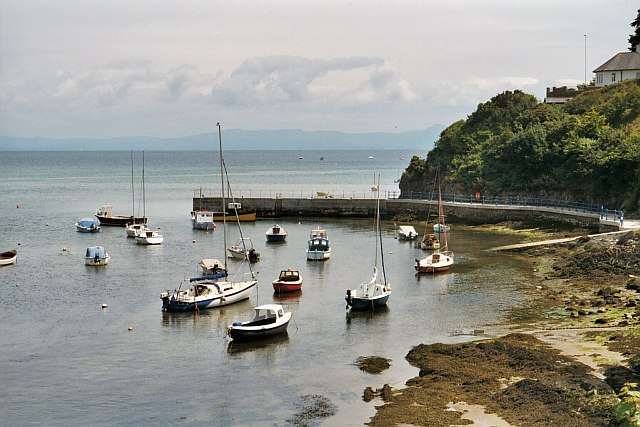
Äußerer Hafen
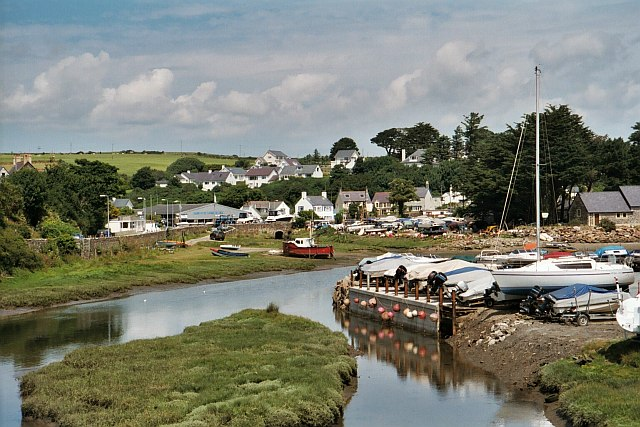
Innerer Hafen
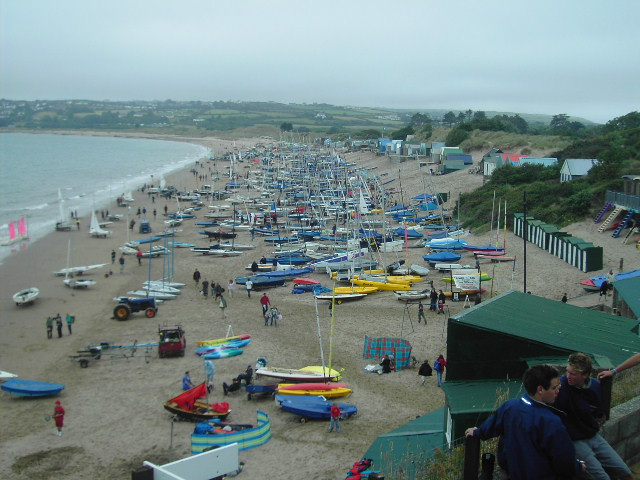
Badestrand
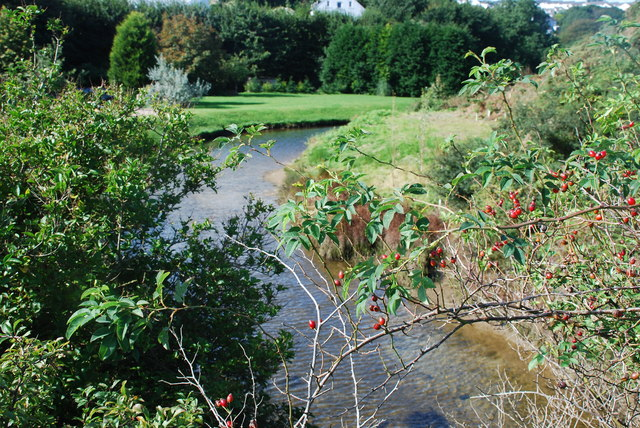
Afon Soch River
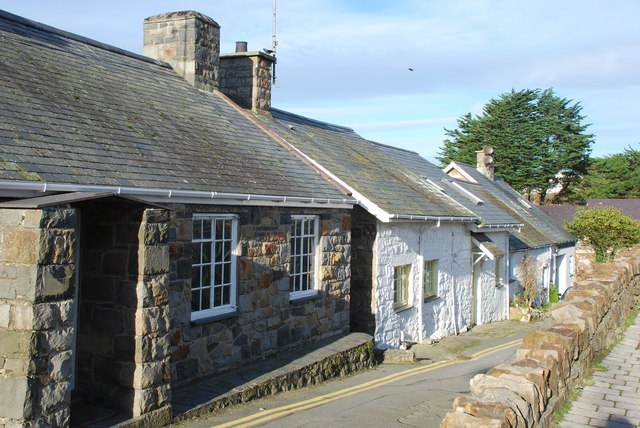
Cottages